# Анджело Маріані (адмірал)
Анджело Маріані (італ. Angelo Mariani, нар. 20 січня 1935, Бриндізі) - італійський адмірал, начальник генерального штабу ВМС Італії протягом 1994-1998 років.

## Біографія
Анджело Маріані народився 20 січня 1935 року у Бриндізі. У 1957 році закінчив Військово-морську академію в Ліворно у званні гардемарина, де спеціалізувався у галузі телекомунікацій та зв'язку. Отримавши звання лейтенанта, командував швидкісним катером «Фречча». У 1965 році пройшов навчання у Великій Британії за спеціалізацією Радіоелектронна боротьба. У 1967 році призначений капітаном корвета «Сібілла».
У 1968 році був призначений керівником служби радіоелектронної боротьби у Військово-морському командуванні центрального Середземномор'я. 
Надалі командував корветом «Умберто Гроссо», фрегатом «Альпіно». 
З жовтня 1981 року по жовтень 1982 року у званні капітана I рангу командував крейсером-вертольотоносцем «Кайо Дуіліо». 
У 1984 році на борту крейсера-вертольотоносця «Вітторіо Венето» під командуванням адмірала Джасоне Піччоні брав участь у миротворчій місії в Лівані.
З вересня 1987 року по вересень 1988 року, у званні контрадмірала, командував 18-ю морською групою, яка здійснювала захист торгового судноплавства у Перській затоці під час ірано-іракської війни. За цю операцію був нагороджений Військовим орденом Італії.
З жовтня 1988 року по березень 1990 року Анджело Маріані був керівником загального департаменту начальника генерального штабу збройних сил Італії, потім до лютого 1992 року був заступником начальника генерального штабу збройних сил Італії.
З лютого 1992 року був командувачем оперативних сил форту та командування НАТО в центральному Середземномор'ї.  у цей період він керував діями військово-морських сил Європейського союзу із забезпечення виконання ембарго ООН в Адріатичному морі, і пізніше, під час югославських воєн.
1 січня 1994 року Анджело Маріані був призначений начальником генерального штабу ВМС Італії і обіймав цю посаду до 1 березня 1998 року.
З 4 березня 1998 року Анджело Маріані був призначений секретарем Вищої ради оборони Італії (італ. Consiglio supremo di difesa) та обіймав цю посаду до 18 грудня 2006 року. Також з 2 грудня 1998 року до початку 2005 року він був президентом Військово-морської ліги Італії (італ. Lega navale italiana).

## Нагороди
- Кавалер Великого хреста Ордена «За заслуги перед Італійською Республікою»
- Кавалер Великого хреста Військового ордена Італії
- Кавалер Військового ордена Італії
- Командор Ордена «За заслуги перед Італійською Республікою»